# Port lotniczy Keibane
Port lotniczy Keibane (IATA: NRM, ICAO: GANK) – port lotniczy, położony w Nara, w Mali.